# (19383) Rolling Stones
Pour les articles homonymes, voir Rolling Stones (homonymie).
(19383) Rolling Stones est un astéroïde de la ceinture principale.

## Description
(19383) Rolling Stones est un astéroïde de la ceinture principale. Il fut découvert le 29 janvier 1998 par le programme OCA-DLR Asteroid Survey à Caussols. Ses noms provisoires sont 1998 BZ32 et 1996 TW48. Il présente une orbite caractérisée par un demi-grand axe de 2,30936 UA, une excentricité de 0,1523703 et une inclinaison de 6,79313° par rapport à l'écliptique.
Il fut nommé en hommage au plus ancien des groupes de rock en activité, les Rolling Stones, commémorant leur 40e anniversaire de « bons vieux » tubes. Ce nom est inhabituel dans le sens où il est composé de deux mots, alors qu'habituellement ils sont fusionnés, ce qui aurait donné 19383 Rollingstones. C'est aussi le cas de (19367) Pink Floyd.

## Compléments